# Cynorta compressicoxa
Cynorta compressicoxa is een hooiwagen uit de familie Cosmetidae.